# 皮埃尔·贝克
皮埃尔·贝克（法語：Pierre Bec，法語發音：[pjɛʁ bɛk]；1921年12月11日—2014年6月30日），法国奥克语诗人和语言学家，普瓦捷大学教授。他出生于巴黎，在科曼日地区度过了童年并学习了奥克语。1943-1945年间，他被驱逐到德国 。回国后，他在巴黎学习，并于1959年获得索邦大学文学博士学位。他是奥克语研究学会的创始人之一，在1962-1980年间担任其主席。